# ガリー・ベルティーニ
ガリー・ベルティーニ（ヘブライ語: גארי ברתיני, ラテン文字表記: Gary Bertini, 1927年5月1日 - 2005年3月17日）は、イスラエルの指揮者。本来の姓名はシュロイメ・ゴレルガント（Shloyme Golergant）。

## 経歴
ベルティーニの故郷は当時ルーマニア王国領であったモルドバのキシナウ近郊のシュテットル・ブリチェヴォ (Bricheva) だが、幼い頃パレスチナに移住、テルアビブでヴァイオリンを学び始めた。その後ヨーロッパに渡り、ミラノのヴェルディ音楽院、パリ音楽院、エコールノルマル音楽院、ソルボンヌ大学に在籍、ナディア・ブーランジェやオリヴィエ・メシアン、アルチュール・オネゲルらに師事、作曲や指揮を学んだ。
イスラエルに帰国後の1958年、イスラエル・フィルハーモニー管弦楽団でプロ指揮者としてのデビューを飾り、2年後の1960年にはイスラエル・フィルの日本公演に帯同して初来日している。1970年代にはイギリスを主な拠点として演奏活動を繰り広げ、1981年にデトロイト交響楽団の音楽顧問、その2年後にはケルン放送交響楽団の首席指揮者に就任した。ベルティーニはケルン放送響の指揮者就任時、『10年以内にこのオーケストラはベルリン・フィルに追い付き、追い越す』と宣言したという。これを聞いた楽員たちの反応は発奮する者あり、苦笑する者ありさまざまだったが、ベルティーニの指導のもと、ケルン放送響は確実にレヴェル・アップを果たしたことは確かである。このコンビでマーラーの交響曲全集の録音（一部の作品は東京のサントリーホールで録音された）も行なわれ、彼らが成し遂げた成果が後世に遺された。特に交響曲第3番や第5番は名演とされる。1978年、イスラエル賞受賞。
ケルンのポストと並行して、1987年にはフランクフルト歌劇場総監督に就任したが、劇場当局との意見の相違からわずか3年でこのポストを退いた。1991年にケルンのポストも退いたベルティーニは1994年から翌年にかけてイスラエル歌劇場の監督を短期間務めている。1995年からはパリ・オペラ座の指揮者として活躍するようになり、1998年に1981年の初客演以来関係を深めていた東京都交響楽団の音楽監督に就任、2000年からはケルン放響時代に続く第2のマーラー・チクルスに取り組んだ。2005年4月には東京都響の常任を退き、桂冠指揮者への就任が予定されていたが、その直前テルアビブで死去した。77歳だった。

## 録音
- ヴォルフガング・アマデウス・モーツァルト
- エクトル・ベルリオーズ
- グスタフ・マーラー
- モーリス・ラヴェル
- イーゴル・ストラヴィンスキー
- アントン・ウェーベルン

| 先代                       | イスラエル室内管弦楽団 初代音楽監督 1965年 - 1975年 | 次代 ?                                     |
| 先代 ?                     | エルサレム交響楽団 首席指揮者 1978年 - 1986年       | 次代 ?                                     |
| 先代 アンタル・ドラティ    | デトロイト交響楽団 音楽顧問 1981年 - 1983年         | 次代 ギュンター・ヘルビッヒ                |
| 先代 ミヒャエル・ギーレン  | フランクフルト歌劇場 音楽総監督 1987年 - 1990年     | 次代 シルヴァン・カンブルラン              |
| 先代                       | イスラエル新歌劇場 初代芸術監督 1994年 - ?          | 次代 ?                                     |
| 先代                       | ローマ歌劇場 音楽監督                               | 次代                                       |
| 先代 ?                     | ナポリ・サンカルロ劇場 音楽監督                     | 次代 ジェフリー・テイト                    |
| 先代 小泉和裕 (首席指揮者) | 東京都交響楽団 音楽監督 1998年 - 2005年             | 次代 ジェームズ・デプリースト (常任指揮者) |